# 霊松寺 (関市)
霊松寺(れいしょうじ)は岐阜県関市神野にある釈迦如来を本尊とする臨済宗妙心寺派の寺院で、山号は萬年山。中濃八十八ヶ所霊場44番札所である。
文明5年（1473年）に景観禅師、杲観祖晦によって開かれた（異説があり、梅龍寺開山の春江紹蓓が開山とも）。後に斎藤利紹が菩提寺に定め、その要請で泰秀宗韓が住持となった。七堂伽藍を備え、繁栄していたが天正年間に火災に遭い焼失した。元和年間に至り、梅龍寺9世夬雲玄孚（妙心寺109世）が中興を果たしている。
寺宝として関市の文化財に指定されている檜木の寄木造で作られた鎌倉時代のものとみられる木造阿弥陀如来立像がある。また、別に平安時代の十一面観世音菩薩像が祀られている。寺の墓地からは布目瓦や中世の遺物がみつかっており、近隣にあったとみられる坊地廃寺に関連のある遺物とみられている。